# Український кристалічний щит

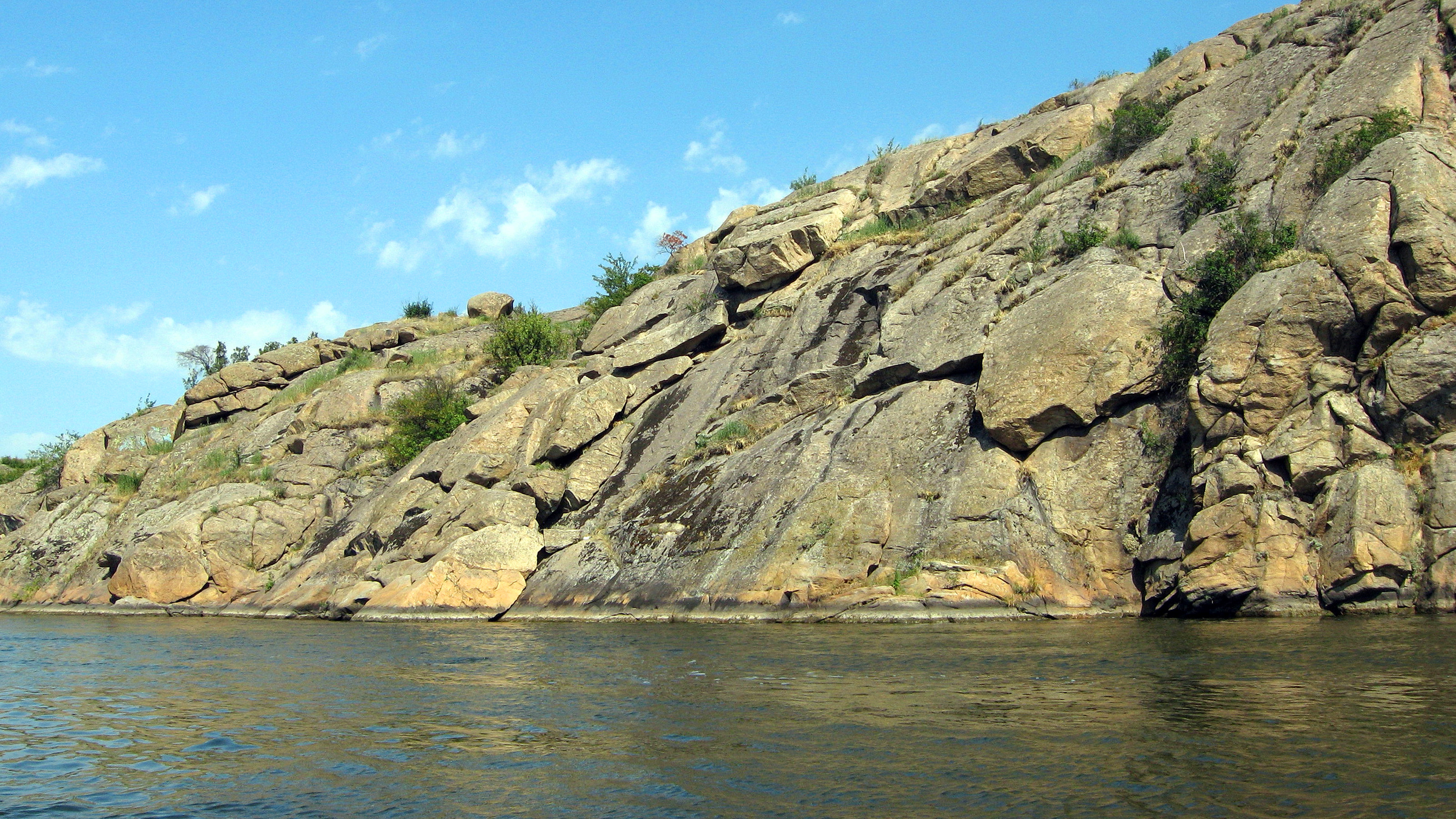
Докембрійські граніти над Дніпром

Украї́нський кристалічний щит (маси́в) — брилове підняття кристалічного фундаменту Східноєвропейської платформи, що простягається в межах України вздовж середньої течії Дніпра смугою довжиною понад 1000 км і шириною близько 250 км.

## Загальний опис
Український щит — багатоярусна тектонічна плита яка характеризується різноманітністю кристалічних порід магматичного й метаморфогенного походження, представлених різноманітними гнейсами, амфіболітами, кварцитами, кристалічними сланцями, які прорвані гранітами й іншими виверженими породами.
Усі ці породи в межах Українського щита залягають вище сучасного базису ерозії й виходять на поверхню у вигляді численних природних відслонень у долинах річок і в значно меншій кількості — на вододілах. Кристалічні утворення вкриті різними, переважно малопотужними, осадовими породами молодшого віку.
Український кристалічний щит простягається з північного заходу на південний схід, приблизно на 1000 км від річки Горині до Азовського моря. Найбільша ширина 250 км, площа в контурах виходу докембрійських утворень становить 136 500 км², при загальній площі (з урахуванням схилів) 256 600 км². Кристалічні породи в межах українського кристалічного масиву виступають вище базису ерозії, часом як мальовничі скелі та пороги (так званий гранітовий краєвид). Поверхня українського кристалічного масиву дещо хвиляста, ускладнена тектонічними рухами та процесами денудації. Складчастий фундамент розчленовано меридіональними глибинними розломами на низку блоків, що виділяються в рельєфі: Волинсько-Подільський, Білоцерківсько-Одеський, Кіровоградський, Придніпровський (так звана Запорізька гряда) і Приазовський. Найбільша абсолютна висота 347 м (у верхів'ях Бугу). Геологічні первинні породи, аналогічні Українському кристалічному щиту, трапляються на планеті лише у двох місцях: це майже весь Скандинавський півострів і ділянка в Красноярському краї.
Український кристалічний масив майже цілком складається з метаморфічних і магматичних порід, основна маса яких глибоко перероблена ультраметаморфічними процесами, включно з гранітизацією й вибірковим анатексисом, що спричиняли формування місцевих корових магм. Є райони, де ці процеси виявлялися порівняно слабо і де можна визначити первинні літологічні й вулканогенні формації. Український кристалічний масив був і є об'єктом інтенсивних досліджень. Існують деякі розбіжності в поглядах на його тектоніку, магматизм і метаморфізм, але загалом український кристалічний масив розглядають як багатоярусну складчасту споруду, розчленовану глибинними й регіональними розломами на великі блоки неоднакового розміру, зміщені один відносно одного вертикально на різні глибини. Найпоширеніші архейські породи (переважно ґнейси, амфіболіти, кристалічні сланці, мігматити, метабазити), на які припадає понад 50 % території кристалічного щита з виходами докембрійських формацій. Ступінь їхньої метаморфізації вищий, ніж інших докембрійських порід масиву. Осадові й первинні магматичні формації утворилися в умовах архейської рухомої зони. Найпізнішими породами архейського віку є деякі з дайкових порід, які розглядаються як утворення епіархейської платформи. Вік архею 2500—3800 млн p. Ранньопротерозойські формації (вік 1600—2500 млн pp.) назагал слабше метаморфізовані, ніж архейські.
Трапляються ультраметаморфічні формації (мігматитові гранітоїди), переважають метабазити й метаультрабазити, епідотові й актинолітові амфіболіти, зелені сланці, метаморфізовані конгломерати. До них належить криворізька серія порід, поширена в центральній частині кристалічного масиву й зібрана в складчасті структури субмеридіонального простягання. Залізорудні родовища пов'язані з мікрокварцитами, джеспілітами й залізисто-силікатними сланцями. 
У ранньому протерозої, близько 2000—1800 млн рр. тому почався етап стабілізації щита. Відклалися типові платформні осадові породи, які пройшли слабкий ступінь метаморфізації, перетворившись на кварцити й сланці. Утворилися маси вивержених порід (коростенський і корсунь-новомиргородський плутони гранітоїдів-рапаків, приазовський комплекс лужних порід та ін.). До раннього протерозою належить також овруцька серія, утворена в континентальних умовах (теригенно-ефузивна формація). До цього ж циклу належать дайкові породи з ізотопним віком 1800—1750 млн p., поширені в північно-західних і південно-східних частинах масиву. Більшість їх — долерити, частково порфірити. Вони фіксують найпізніші прояви магматизму в докембрії Українського кристалічного щита.
До найдавніших утворень Українського щита належать нижньоархейські гнейси й кристалосланці, амфіболіти, ультрабазити, метабазити, мігматити, кварцити й інші породи аульської, конксько-верховцевської й западно-приазовської серій. Зустрічаються вони у вигляді останців серед діоритів, плагіогранітів і інших гранітоїдів. У їхньому складі переважають біотитові й біотит-амфіболові різновидності, які повсюдно з іншими ультраметаморфічними породами аульської серії складають Саксаганську, Демуринську, Криничанську структури. Відзначені гнейси серед метаморфічних утворень центрально-приазовської серії нижнього протерозою. Вони представлені біотитовими, гранат-біотитовими й амфіболовими різновидностями.

## Корисні копалини
З гірськими породами Українського кристалічного щита пов'язані різноманітні корисні копалини: залізні руди (Криворізького басейну), уранові руди, графіт, руди рідкісних та благородних металів, будівельні матеріали, коштовне каміння, мінеральні води тощо. З корами вивітрювання й осадовими відкладами пов'язані потужні родовища марганцю, ільменіту та циркону, каолінів. Потенційні ресурси та розвідані запаси цих корисних копалин у межах Українського кристалічного щита займають провідне місце в Європі та світі. Окремі типи рудних формацій є винятковими й встановлені тут уперше, наприклад: рідкіснометалічні та ураноносні лужні метасоматити, золоторудні об'єкти в тектоно-метасоматичних зонах, камерні пегматити тощо.
Кристалічні породи вкрито шаром (від 0 до 50 м) крихких осадових порід (палеогенових, неогенових та четвертинних). З породами цього покрову на схилах щита пов'язані Дніпровський буровугільний басейн і Нікопольське родовище марганцевих руд.

## Інтернет-ресурси
- ОДНА З НАЙДРЕВНІШИХ ДІЛЯНОК ЗЕМНОЇ КОРИ